# Shake You Down
Shake You Down är en sång, skriven av och inspelad av Gregory Abbott. Den blev #1 på hitlistan Billboard Hot 100 i USA den 24 december 1986.